# Prix Robert-Bresson
Le prix Robert-Bresson (Premio Robert Bresson) est une récompense cinématographique remise par les Conseils pontificaux de la Culture et les Communications sociales à un cinéaste lors de la Mostra de Venise. Il distingue les cinéastes ayant une œuvre « significative par sa sincérité et son intensité en faveur de la recherche du sens spirituel de notre vie ».
Le nom du prix est un hommage au réalisateur français Robert Bresson (1901-1999). Depuis 2010, la récompense est réalisée par le sculpteur et orfèvre Andrea Cagnetti - Akelo dont l'œuvre s'intitule « HOPE ».

## Palmarès
- 2000 : Giuseppe Tornatore
- 2001 : Théo Angelopoulos
- 2002 : Wim Wenders
- 2003 : Krzysztof Zanussi
- 2004 : Manuel de Oliveira
- 2005 : Jerzy Stuhr
- 2006 : Zhang Yuan
- 2007 : Alexandre Sokourov
- 2008 : Daniel Burman
- 2009 : Walter Salles
- 2010 : Mahamat Saleh Haroun
- 2011 : Jean-Pierre et Luc Dardenne
- 2012 : Ken Loach[2]
- 2013 : Amos Gitai[3]
- 2014 : Carlo Verdone[3]
- 2015 : Mohsen Makhmalbaf
- 2016 : Andreï Kontchalovski
- 2017 : Gianni Amelio
- 2018 : Liliana Cavani
- 2019 : Lucrecia Martel
- 2020 : Pupi Avati